# 보스 상륙 작전
보스 상륙 작전은 2002년에 개봉한 대한민국의 영화이다.

## 캐스팅
- 정운택 : 태훈 역
- 김보성 : 독사 이선철[1] 역
- 이지현 : 최리 역
- 안문숙 : 유황불 역
- 윤기원 : 박사 역
- 성현아 : 명품녀 역
- 박근형 : 신임 검찰총장 박형근[1] 역
- 조상건 : 왕발 최영천[1] 역
- 기주봉 : 간부검사 역
- 김경숙 : 냉혈녀 역
- 박희순 : 새끼 역
- 이선균 : 양아치 역  아역 황인성
- 이성호 : 작두 역
- 위승철 : 박 검사 역
- 전예나 : 날라리 역
- 박진수 : 킬러웨이터 역
- 신귀식 : 회장 역
- 정진각 : 동방파 오야봉 최만영 역
- 이철민 : 악어 역
- 김구택 : 동방 1 역
- 윤희원 : 동방 2 역
- 박정우 : 해안오야 역
- 김동균 : 검사 1 역
- 오협 : 검사 2 역
- 장수형 : 신사 1 역
- 김동수 : 소방 1 역
- 심재원 : 경찰 나가요 역
- 이윤성 : 장미 역 (우정출연)
- 김국진 : 사법고시 사수생 역 (특별출연)
- 이경실 : 광신도 역 (특별출연)
- 김애경 : 하니룸싸롱 마담 역 (특별출연)
- 이광연 : 뉴스 앵커 역 (특별출연)